# Марджа (деревня)
Марджа — деревня в районе Над-Али, провинции Гильменд, Афганистане, к северу от столицы провинции, города Лашкаргах. Название Марджа также применяется ко всей населённой территории вокруг деревни. Население района Марджа составляет 80 000—125 000 человек, проживающих на площади в 80 — 125 квадратных миль, что больше площади Вашингтона, столицы США.
Около Марджи сосредоточены плантации опиума. Согласно одной оценке, в 2000 году в окрестностях Марджи было произведено 10 % незаконного мирового оборота опиума.

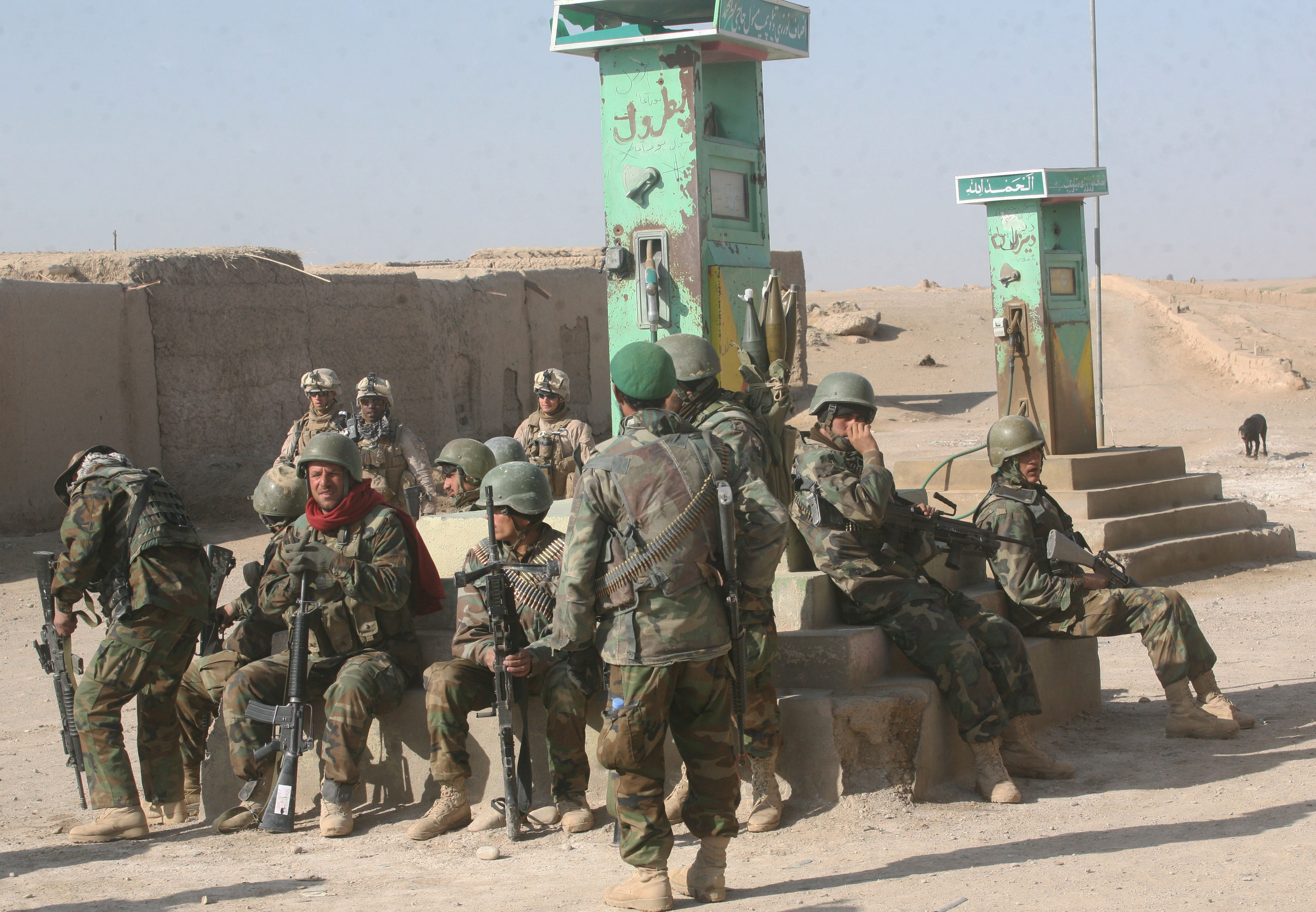
Солдаты и морские пехотинцы в Мардже во время Операции «Моштарак».